# 保定育德中学

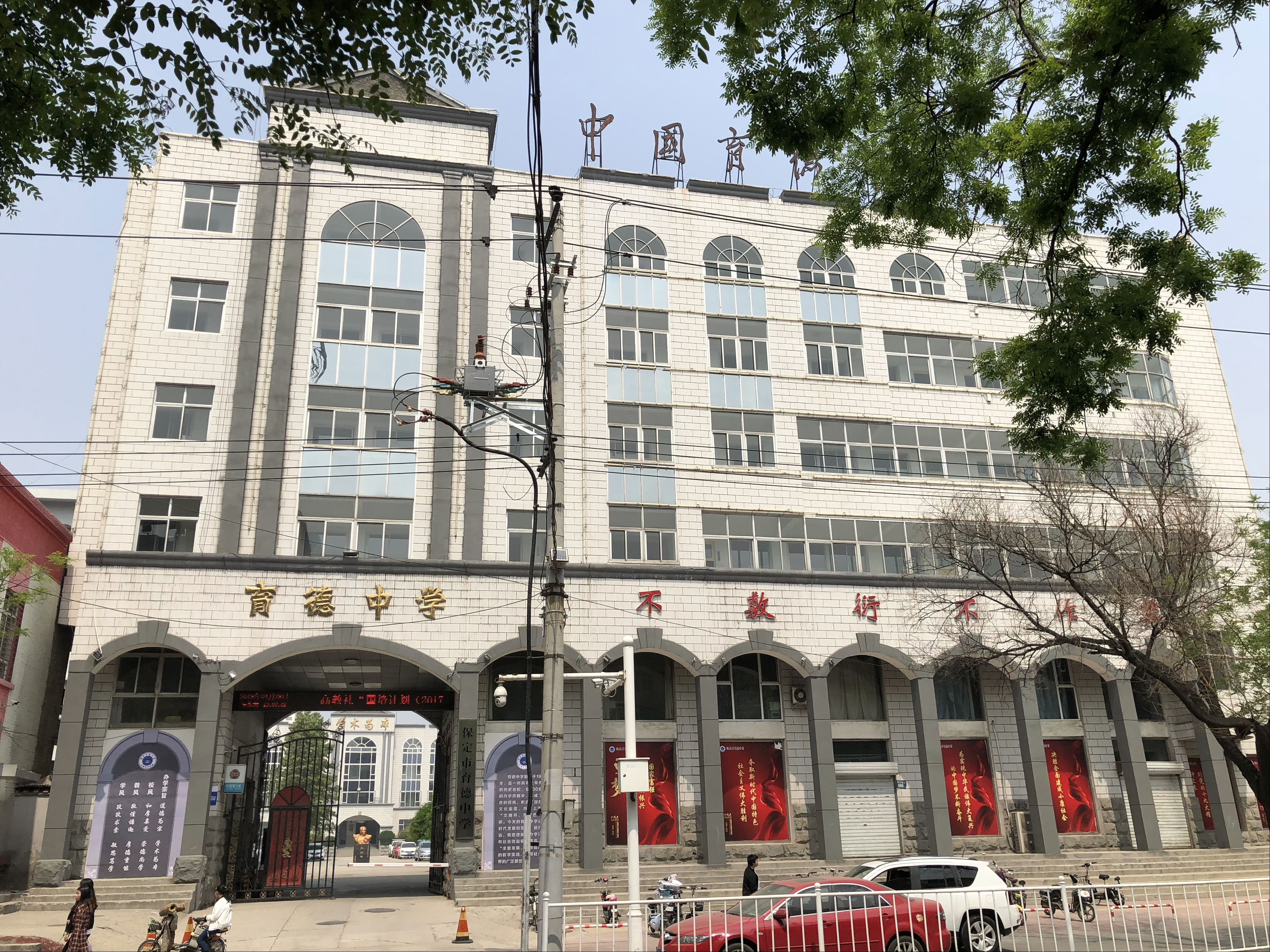

保定市育德中学是河北省保定市的一所公立初中，始建于1905年（时为讷公祠小学校，育德中学的前身）。目前有28个教学班，学生总数1618，教职工119人。
清光绪三十二年（1906年），同盟会河北支部主盟人陈幼云联络13名同志以讷公祠小学校址建育德中学。1919年创办留法勤工俭学预备班，刘少奇是学员之一。1935年曹禺曾在该校担任英文教员。1937年抗日战争全面爆发，撤退到河南郾城、西峡口，1945年步行撤退到西安。抗战胜利后迁回保定。1952年，改为市立第二十二中学。目前学校名称仍为“保定市育德中学”
校友有刘仙洲、李维汉、李富春、孙犁、王竹亭、赵石等。